# Anicet Eyenga
Pour les articles homonymes, voir Eyenga.
Anicet Eyenga, né le 9 août 1986, est un footballeur camerounais qui joue au poste d’attaquant.

## Biographie
Véritable globetrotteur, passé notamment par différents championnats méditerranéens, il se distingue dans son pays d'origine au cours de la saison 2009-2010 en participant au titre de champion du Cameroun du Coton Garoua. Paul Le Guen, sélectionneur de l'équipe du Cameroun de l'époque, le remarque et l'invite à un stage de détection de joueurs amateurs en vue d'intégrer l'équipe nationale en vue de la Coupe du monde 2010. De ce groupe d'amateurs,Seul Vincent Aboubakar sera retenu en sélection nationale. 
En juillet 2010, Anicet Eyenga signe un contrat avec le RC Strasbourg descendu en National. Le club alsacien connaît cependant des difficultés financières, et la Fédération française de football invalide son contrat. Eyenga quitte donc Strasbourg en ayant seulement disputé quatre matches amicaux. Souhaitant rester en France, il tente sa chance à l'En Avant de Guingamp mais ne convainc pas l'entraîneur. 
Toujours sans club fin 2010, Eyenga signe en division 2 hongroise quelques mois plus tard, avant de s'envoler pour le Viêt-Nam en participant à la deuxième partie de la saison du championnat national. A nouveau sans club en septembre 2011, et après un essai infructueux au Raja Casablanca, il signe finalement à Malte aux Sliema Wanderers en janvier 2012.
En juillet 2018, il signe au FR Haguenau en Nationale 2. Il fait sa première et unique apparition sur le banc le 11 août 2018 face à Bobigny.

## Palmarès
- Championnat du Cameroun : 2010
- Finaliste de la Supercoupe d'Albanie : 2006
- Champion d'Albanie : 2006